# Spaniocentra lyra
Spaniocentra lyra là một loài bướm đêm trong họ Geometridae.